# Omar Zarif
Omar Zarif (Avellaneda, 9 febbraio 1978) è un ex calciatore argentino, di ruolo centrocampista.

## Caratteristiche tecniche
È un esterno destro.

## Palmarès
- Campionato argentino di seconda divisione: 1

Nueva Chicago: 2006 (C)
Banfield: 2013-2014